# Internationella ickevåldsdagen
Internationella ickevåldsdagen infaller varje år den 2 oktober. Den är en av FN:s internationella dagar, instiftad för att främja ickevåld.
Resolutionen för att uppmärksamma dagen antogs av FN:s generalförsamling den 15 juni 2007.
Datumet valdes för att uppmärksamma Mahatma Gandhi som föddes den 2 oktober 1869 och var en känd förespråkare av ickevåld och fredlig konflikthantering.